# Mary Elizabeth Bayer
Mary Elizabeth Bayer (Mary Liz Bayer, * 10. Februar 1925 in Alberta; † 7. September 2005) war eine kanadische Kulturpolitikerin und Schriftstellerin.
Bayer wuchs in Manitoba auf. Sie war dort u. a. Direktorin des Volunteer Bureau und der Manitoba Centennial Corporation, Gründungsdirektorin des Manitoba Arts Council und von Heritage Winnipeg, Gründungsmitglied der Assembly of Arts Administrators und erster weiblicher Assistant Deputy Minister der Provinzregierung.
Auf nationaler Ebene wirkte Bayer als Präsidentin von Heritage Canada sowie Mitglied der National Executive of the Girl Guides of Canada, der Charlottetown’s Confederation Centre for the Arts und der kanadischen Kommission für die UNESCO. Auch nach ihrer Pensionierung 1980 war sie politisch aktiv u. a. als Vorsitzende des Greater Victoria Library Board, Gründungsmitglied der Greater Victoria Arts Commission, Vorstandsmitglied der Provincial Capital Commission und Vorsitzende der British Columbia Heritage Society.
Für ihre Aktivitäten wurde sie 1970 mit der Centennial Medal der Manitoba Historical Society und 1975 mit einem Ehrendoktortitel der University of Manitoba ausgezeichnet. 1994 wurde sie Mitglied des Order of Canada und 2000 Ehrenbürgerin von Victoria. 2004 erhielt sie den Woman of Distinction Award for Lifetime Achievement.
Neben ihren politischen und ehrenamtlichen Aktivitäten war Bayer auch als Lyrikerin und Schriftstellerin tätig. So stammte von ihr das Libretto zu Murray Adaskins Oper Grant, Warden of the Plains.